# Воронцово (Переславский район)
Воронцово — село в составе Пригородного сельского поселения Переславского района Ярославской области России.

## География
Село расположено в 7 км к северо-востоку от города Переславль-Залесский.

## История
В писцовых книгах за 1628—1629 годы село Воронцово записано было за разными помещиками. В переписных книгах за 1678 год половина села принадлежала Григорию Львовичу Ушакову, на его половине было 7 крестьянских дворов и 14 бобыльских (безземельных), в которых жило 83 человека. Другая половина села принадлежала его брату Василию Львовичу Ушакову, на его половине находилось 5 крестьянских дворов и 17 бобыльских, людей в них было 85 человек. В 1707 году в Воронцово насчитывалось 43 двора. На общей помещичьей земле в 1628 году стояла церковь Воскресения Христова с приделом во имя чуда Архистратига Михаила, построенная на средства приходских вотчинников. Та же церковь упомянута и в переписных книгах 1678 года. По ведомости 1799 года в Воронцово указана деревянная церковь Воскресения Христова с колокольней, построенная на средства помещика того села Андрея Ивановича Карташева. В 1800 году к ней был пристроен придел в честь Сретения Господня. Приход состоял из одного самого села Воронцово(а), в котором по клировым ведомостям числилось 98 мужчин и 123 женщины. В 1900—1915 годах в селе была построена каменная церковь Воскресения Христова.
В конце XIX — начале XX века село входило в состав Переславской волости Переславского уезда Владимирской губернии. В 1905 году в селе насчитывалось 36 крестьянских дворов.
С 1929 года село входило в состав Пономаревского сельсовета Переславского района, с 2005 года — в составе Пригородного сельского поселения.

## Население
| 1859 | 1905 | 1926 | 2007 | 2010 |
| ---- | ---- | ---- | ---- | ---- |
| 234  | ↘185 | ↗244 | ↘27  | ↗35  |

## Достопримечательности
В селе находится полуразрушенная церковь Воскресения Христова 1915 года постройки.

## Экономика
В селе находился Воронцовский конный завод.